# Schkeuditz
Schkeuditz ([ˈʃkɔɪ̯dɪt͡s] ⓘ) ist eine Große Kreisstadt im Landkreis Nordsachsen im Nordwesten von Sachsen. Sie liegt auf halbem Wege zwischen Leipzig im Südosten und Halle im Nordwesten und ist die drittgrößte Stadt des Landkreises. Bekannt ist Schkeuditz vor allem als Standort des Flughafens Leipzig-Halle, der sich nördlich der Stadt befindet, sowie für das Schkeuditzer Kreuz, das erste Autobahnkreuz Deutschlands.

## Geographie

### Lage

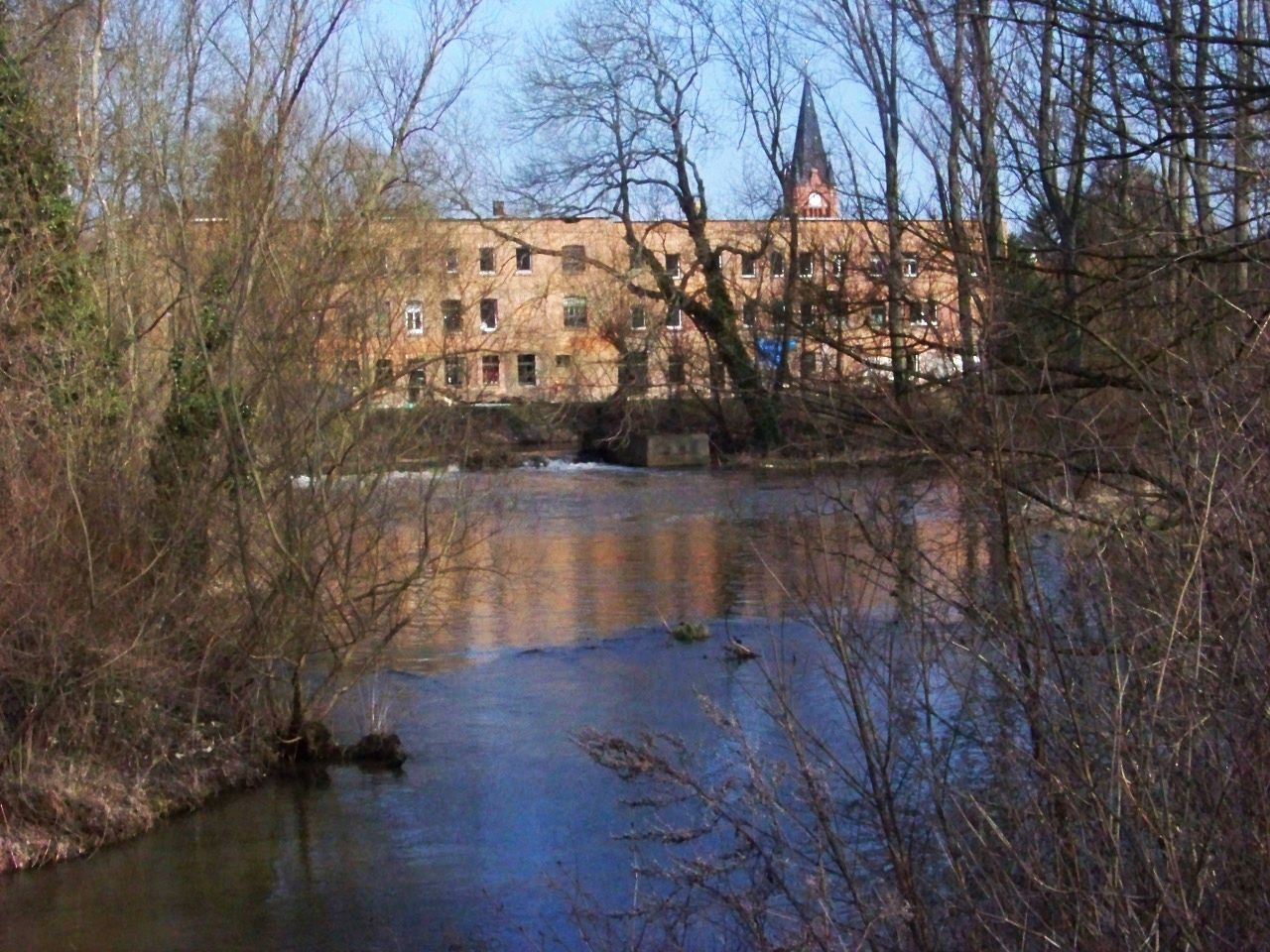
Weiße Elster

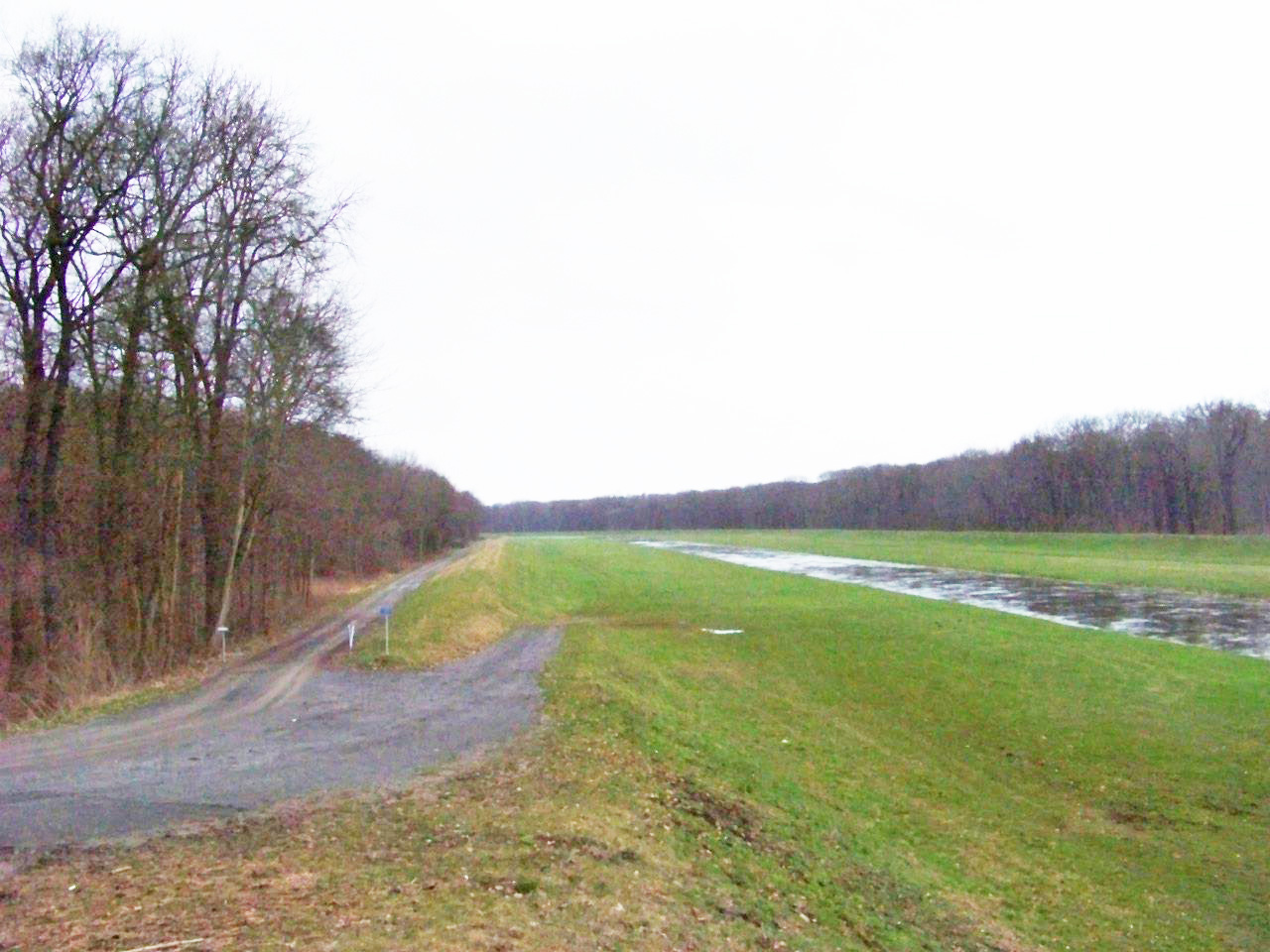
Neue Luppe, Blick von der B 186 nach Westen

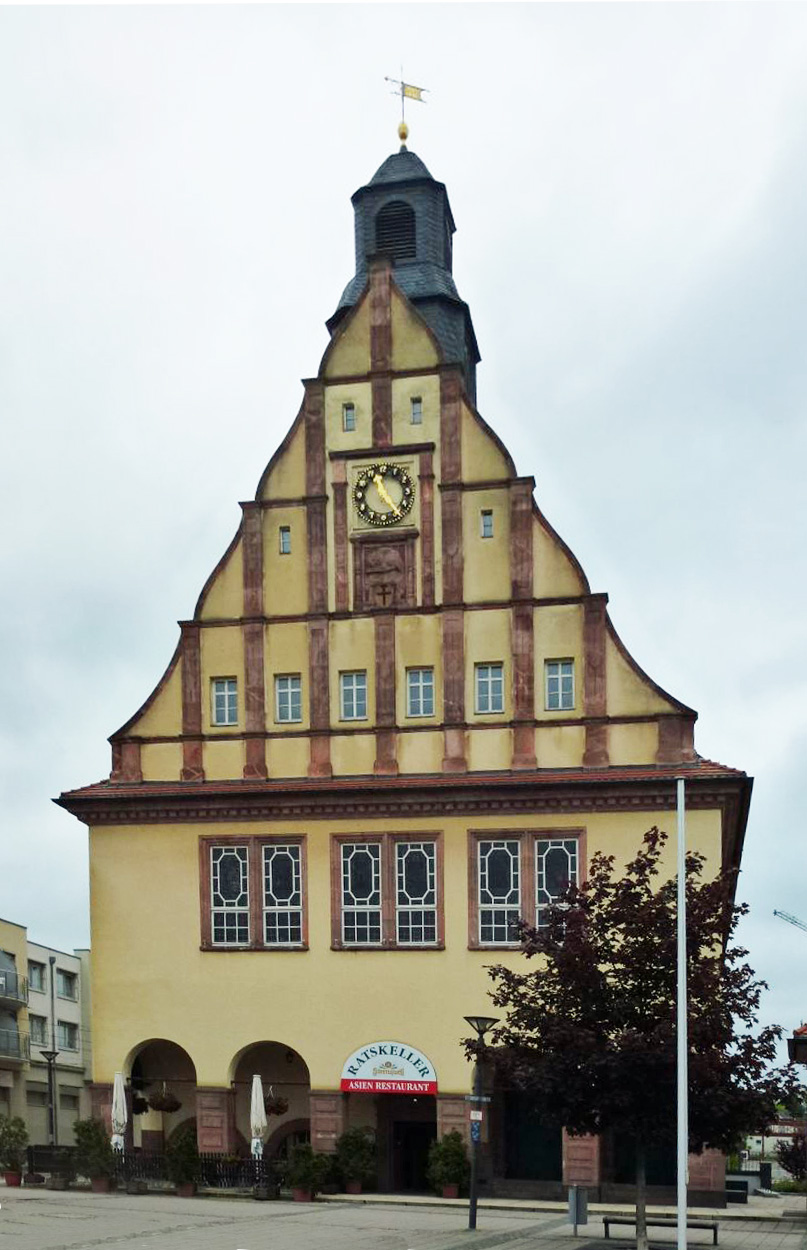
Rathaus in Schkeuditz

Schkeuditz liegt an der Weißen Elster zwischen Leipzig und Halle in der Leipziger Tieflandsbucht. Die nördliche Umgebung ist flach, waldfrei und wird landwirtschaftlich bzw. durch den Flughafen genutzt. Südlich der Stadt erstrecken sich die Elsterauen mit der Neuen Luppe, der Luppe und dem Elster-Saale-Kanal als natürliche Flusslandschaft. Schkeuditz liegt auf etwa 100 Meter Höhe. Im Nordosten der Stadt liegt der Schladitzer See, ein gefluteter Braunkohletagebau. Schkeuditz ist Mitglied im Verband Grüner Ring Leipzig.
Die durchschnittliche Jahrestemperatur beträgt 8,4 °C und die mittlere jährliche Niederschlagsmenge 556,8 mm (Mittel 1972–2001).
Schkeuditz ist in der Landesplanung als Mittelzentrum eingestuft und übernimmt diese Funktion für die umliegenden Orte zwischen Halle und Leipzig.

### Stadtgliederung
Die Stadtgemeinde Schkeuditz besteht aus der Kernstadt sowie neun Dörfern der Umgebung.
Zum Stand 30. Juni 2006 hatten die neuen Ortschaften folgende Einwohnerzahlen
- Schkeuditz (12.635)
- Dölzig (1.835)
- Freiroda (361)
- Gerbisdorf (132)
- Glesien (1.451)
- Hayna (222)
- Kleinliebenau (144)
- Kursdorf (119)
- Radefeld (1.252)
- Wolteritz (327)

Weitere Siedlungen sind Altscherbitz, Modelwitz, Papitz, Wehlitz, Lössen, Ennewitz.

## Geschichte
Schkeuditz wurde im Jahre 981 erstmals unter dem Namen „scudici“ als Pfarrkirche im Bistum Merseburg urkundlich erwähnt. 1271 wurde Schkeuditz vom Markgrafen von Landsberg an das Fürstbistum Merseburg verkauft, welches dem Ort 1436 auch die Stadtrechte verliehen hat. Bis 1815 war Schkeuditz Hauptort des hochstiftlich-merseburgischen Amts Schkeuditz, das seit 1561 unter kursächsischer Hoheit stand und zwischen 1656/57 und 1738 zum Sekundogenitur-Fürstentum Sachsen-Merseburg gehörte.
Von 1621 bis 1622 befand sich in der Stadt eine Kippermünzstätte, in der unter dem Münzmeister Heinrich Ulm Interimsmünzen (Kippermünzen) geschlagen wurden. Das waren Kreuzerstücke und Kipper-Schreckenberger.
Im Dreißigjährigen Krieg wurde Schkeuditz zwölfmal niedergebrannt und neunmal geplündert.
Ende des 17. Jahrhunderts erfolgte der Rückbau der Stadtbefestigung. Im Siebenjährigen Krieg war die Stadt von Preußen besetzt und hatte Abgaben an das preußische Militär zu entrichten. 1813 war der Leipziger Raum ein wichtiger Schauplatz der Befreiungskriege, weshalb Schkeuditz mehrfach von Preußen, Franzosen oder Russen belagert wurde.

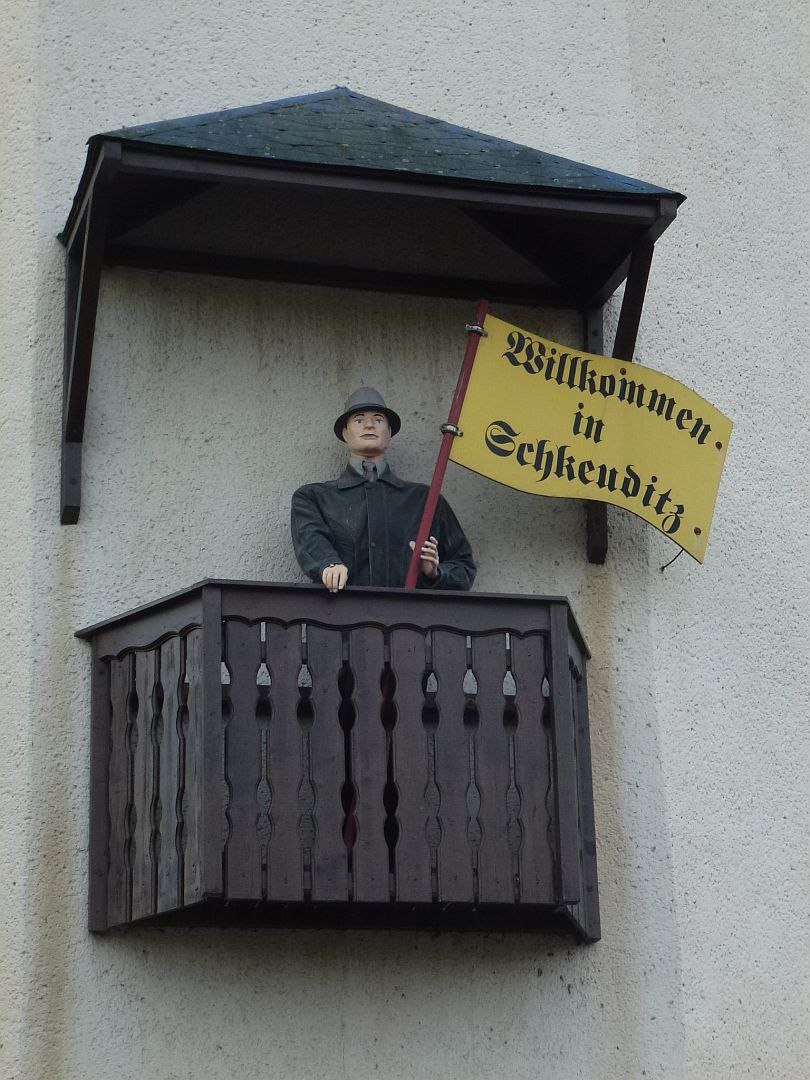
„Der blaue Mann“ an der ehemaligen Grenze zwischen Sachsen und Preußen

Infolge des Wiener Kongresses ging Schkeuditz mit dem Westteil des Amts Schkeuditz im Jahr 1815 vom Königreich Sachsen an die Provinz Sachsen im Königreich Preußen über und wurde Teil des Kreises Merseburg im Regierungsbezirk Merseburg. Der Name des Gasthofes zur Landesgrenze erinnert noch an die Grenze zwischen Sachsen und Preußen.
1840 begann mit dem Anschluss an die Bahnstrecke Magdeburg–Leipzig die Industrialisierung in der Stadt. 1845 erfolgte der Erlass der Gewerbefreiheit, der das wirtschaftliche Wachstum förderte. Die größte Malzfabrik Europas entstand 1873 in Schkeuditz. Der Aufschwung setzte sich fort, sodass der Anschluss an das Stromnetz 1901 erfolgte und ab 1910 eine Straßenbahnverbindung nach Leipzig bestand. Im selben Jahr verschwanden die Brunnen aus der Stadt und eine Wasserleitung nahm den Betrieb auf. Der Flughafen Leipzig/Halle entstand 1927 auf Schkeuditzer Gebiet. Er ist seitdem für die Stadt von großer Bedeutung und gilt als wichtigster Flughafen der neuen Bundesländer außerhalb Berlins.

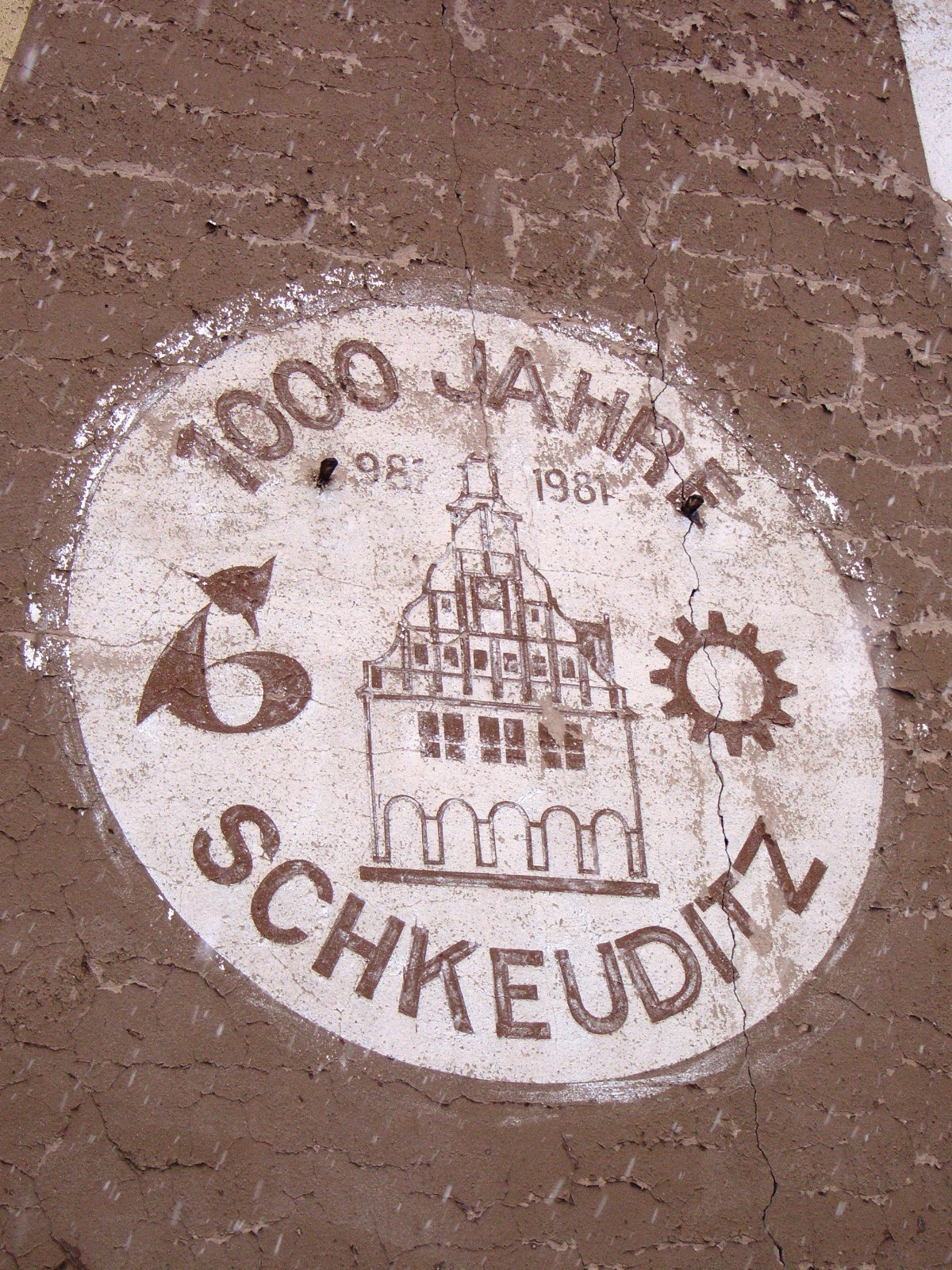
Teil einer alten Außenwerbung der VEB Edelpelz „1000 Jahre Schkeuditz“ (Aufnahme von 2005)
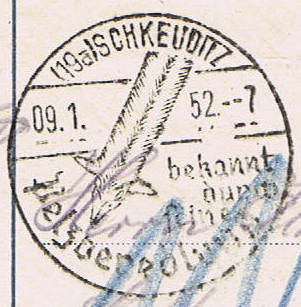
Poststempel von 1952: „Schkeuditz, bekannt durch seine Pelzveredlung“. Abbildung eines Fuchsfells.

1858 wurde von elf Meistern die Kürschner-Innung Schkeuditz gegründet, 1926 zählte sie bereits 54 Mitglieder. Insbesondere durch die ebenfalls in dieser Innung vereinigten Rauchwarenzurichter und -veredler war das Pelzgewerbe zu der Zeit die größte Industrie und der größte Steuerzahler der Stadt. Ausschlaggebend für die Ansiedlung der Branche in Schkeuditz war die Nähe zum Leipziger Pelzhandelszentrum Leipziger Brühl. Der Niedergang des Gewerbes in der Region begann nach dem Zweiten Weltkrieg mit dem Wegzug der Firmen des Pelzgroßhandels nach Westdeutschland, insbesondere nach Frankfurt am Main. Bis etwa zur Wende bestand noch die VEB Edelpelz Schkeuditz, vorher KWU Stadtpelz-Veredlung, mit zwei Werken. Das Werk I war im Gebäude der ehemaligen Pelzgroßhandels- und Veredlungsfirma Thorer & Co. und der Tierhaarverwertung Rödiger & Quarch untergebracht.
Das südöstlich der Stadt gelegene frühere Rittergut Altscherbitz stand im 19. Jahrhundert unter anderem im Besitz von Albert von Carlowitz. Ab 1876 wurde es als Provinzial-Irrenanstalt Altscherbitz genutzt. Diese diente in den 1930er und 1940er Jahren als „Zwischenanstalt“ für die Tötungsanstalt Bernburg im Rahmen der Aktion T4.
Papitz, Modelwitz und Altscherbitz sind seit 1929 Schkeuditzer Ortsteile.
Am 18. April 1945 zogen amerikanische Truppen in die Stadt ein, bevor sie am 2. Juli von der Roten Armee abgelöst wurden. Nach Ende des Krieges kamen etwa 4.500 Flüchtlinge in die Stadt. Das bislang zu Sachsen-Anhalt (Landkreis Merseburg) gehörende Schkeuditz kam im Zuge der Kommunalreform in der DDR 1952 zum Kreis Leipzig-Land im Bezirk Leipzig.
Am 1. Januar 1999 wechselte die um Glesien und Radefeld vergrößerte Stadt Schkeuditz vom Landkreis Leipziger Land zum Landkreis Delitzsch, während 556 ha Fläche und 7 Einwohner aus der ehemaligen Gemeinde Radefeld nach Leipzig ausgegliedert wurden.
Seit dem 1. Januar 2008 gehört Schkeuditz zum Landkreis Nordsachsen. Zum 1. Januar 2009 erfolgte die Erhebung zur Großen Kreisstadt.
Eingemeindungen
| Ehemalige Gemeinde | Datum                 | Anmerkung                                                                               |
| ------------------ | --------------------- | --------------------------------------------------------------------------------------- |
| Altscherbitz       | 1929                  |                                                                                         |
| Burghausen         | 01.01.1994 01.01.2000 | Zusammenschluss mit Dölzig und Rückmarsdorf zu Bienitz Umgliederung nach Leipzig        |
| Bienitz            | 01.01.2000            | Auflösung der Gemeinde                                                                  |
| Dölzig             | 01.01.1994 01.01.2000 | Zusammenschluss mit Burghausen und Rückmarsdorf zu Bienitz Umgliederung nach Schkeuditz |
| Freiroda           | 01.03.1994            | Eingemeindung nach Radefeld                                                             |
| Gerbisdorf         | 01.12.1972            | Eingemeindung nach Freiroda                                                             |
| Glesien            | 01.01.1999            |                                                                                         |
| Hayna              | 01.07.1973            | Eingemeindung nach Radefeld                                                             |
| Kleinliebenau      | 01.01.1957 01.01.2000 | Eingemeindung nach Dölzig Umgliederung nach Schkeuditz                                  |
| Kursdorf           | 01.01.1994            |                                                                                         |
| Lössen             | 01.07.1950            | Eingemeindung nach Wolteritz, 1985 durch Tagebau Breitenfeld devastiert                 |
| Modelwitz          | 1929                  |                                                                                         |
| Papitz             | 1929                  |                                                                                         |
| Priesteblich       | 01.06.1973 01.01.2000 | Eingemeindung nach Dölzig Umgliederung nach Markranstädt                                |
| Radefeld           | 01.01.1999            | Teilausgliederung nach Leipzig (7 Einwohner)                                            |
| Rückmarsdorf       | 01.01.1994 01.01.2000 | Zusammenschluss mit Dölzig und Burghausen zu Bienitz Umgliederung nach Leipzig          |
| Wehlitz            | 01.07.1950            |                                                                                         |
| Wolteritz          | 01.03.1994            | Eingemeindung nach Radefeld                                                             |

## Bevölkerung
| Jahr | Einwohner |
| ---- | --------- |
| 1885 | 04.592    |
| 1910 | 07.462    |
| 1925 | 07.936    |
| 1933 | 13.548    |
| 1939 | 14.846    |

| Jahr | Einwohner |
| ---- | --------- |
| 1950 | 18.913    |
| 1971 | 16.392    |
| 1981 | 14.208    |
| 1988 | 15.173    |

| Jahr | Einwohner |
| ---- | --------- |
| 1990 | 19.473    |
| 2002 | 18.915    |
| 2005 | 18.594    |
| 2010 | 17.464    |
| 2015 | 17.443    |

| Jahr | Einwohner |
| ---- | --------- |
| 2020 | 18.287    |
| 2021 | 18.574    |
| 2022 | 19.201    |
| 2023 | 19.272    |
| 2024 | 18.905    |

ab 1990 nach heutigem Gebietsstand: Stand: 31. Dezember des jeweiligen Jahres (Angaben des Statistischen Landesamtes Sachsen), ab 2011 auf Basis des Zensus 2011, ab 2022 auf Basis des Zensus 2022

## Politik

### Stadtrat
Die Kommunalwahl am 9. Juni 2024 war die jüngste Wahl des Stadtrats von Schkeuditz. Eine Übersicht über diese und vergangene Wahlen gibt die Tabelle:
| Stadtrat ab 2024Insgesamt 19 Sitze - Linke: 1 - SPD: 2 - Grüne: 1 - FW: 6 - FDP: 1 - CDU: 5 - AfD: 3 Drei Sitze der AfD bleiben unbesetzt. Der Stadtrat verkleinert sich entsprechend. | Partei/Liste           | 2024 | 2024  | 2019 | 2019  | 2014 | 2014  |
| Stadtrat ab 2024Insgesamt 19 Sitze - Linke: 1 - SPD: 2 - Grüne: 1 - FW: 6 - FDP: 1 - CDU: 5 - AfD: 3 Drei Sitze der AfD bleiben unbesetzt. Der Stadtrat verkleinert sich entsprechend. | Partei/Liste           | %    | Sitze | %    | Sitze | %    | Sitze |
| Stadtrat ab 2024Insgesamt 19 Sitze - Linke: 1 - SPD: 2 - Grüne: 1 - FW: 6 - FDP: 1 - CDU: 5 - AfD: 3 Drei Sitze der AfD bleiben unbesetzt. Der Stadtrat verkleinert sich entsprechend. | Freie Wähler           | 27,4 | 6     | 36,5 | 9     | 29,7 | 7     |
| Stadtrat ab 2024Insgesamt 19 Sitze - Linke: 1 - SPD: 2 - Grüne: 1 - FW: 6 - FDP: 1 - CDU: 5 - AfD: 3 Drei Sitze der AfD bleiben unbesetzt. Der Stadtrat verkleinert sich entsprechend. | AfD                    | 26,8 | 3 *   | –    | –     | –    | –     |
| Stadtrat ab 2024Insgesamt 19 Sitze - Linke: 1 - SPD: 2 - Grüne: 1 - FW: 6 - FDP: 1 - CDU: 5 - AfD: 3 Drei Sitze der AfD bleiben unbesetzt. Der Stadtrat verkleinert sich entsprechend. | CDU                    | 20,8 | 5     | 20,2 | 5     | 24,1 | 6     |
| Stadtrat ab 2024Insgesamt 19 Sitze - Linke: 1 - SPD: 2 - Grüne: 1 - FW: 6 - FDP: 1 - CDU: 5 - AfD: 3 Drei Sitze der AfD bleiben unbesetzt. Der Stadtrat verkleinert sich entsprechend. | SPD                    | 7,4  | 2     | 10,0 | 2     | 14,5 | 3     |
| Stadtrat ab 2024Insgesamt 19 Sitze - Linke: 1 - SPD: 2 - Grüne: 1 - FW: 6 - FDP: 1 - CDU: 5 - AfD: 3 Drei Sitze der AfD bleiben unbesetzt. Der Stadtrat verkleinert sich entsprechend. | Bündnis 90/Die Grünen  | 6,1  | 1     | 11,6 | 2     | 10,4 | 2     |
| Stadtrat ab 2024Insgesamt 19 Sitze - Linke: 1 - SPD: 2 - Grüne: 1 - FW: 6 - FDP: 1 - CDU: 5 - AfD: 3 Drei Sitze der AfD bleiben unbesetzt. Der Stadtrat verkleinert sich entsprechend. | FDP                    | 6,0  | 1     | 11,3 | 2     | 5,8  | 1     |
| Stadtrat ab 2024Insgesamt 19 Sitze - Linke: 1 - SPD: 2 - Grüne: 1 - FW: 6 - FDP: 1 - CDU: 5 - AfD: 3 Drei Sitze der AfD bleiben unbesetzt. Der Stadtrat verkleinert sich entsprechend. | Die Linke              | 5,6  | 1     | 10,4 | 2     | 15,4 | 3     |
| Stadtrat ab 2024Insgesamt 19 Sitze - Linke: 1 - SPD: 2 - Grüne: 1 - FW: 6 - FDP: 1 - CDU: 5 - AfD: 3 Drei Sitze der AfD bleiben unbesetzt. Der Stadtrat verkleinert sich entsprechend. | Gesamt                 | 100  | 19    | 100  | 22    | 100  | 22    |
| Stadtrat ab 2024Insgesamt 19 Sitze - Linke: 1 - SPD: 2 - Grüne: 1 - FW: 6 - FDP: 1 - CDU: 5 - AfD: 3 Drei Sitze der AfD bleiben unbesetzt. Der Stadtrat verkleinert sich entsprechend. | Wahlbeteiligung (in %) | 59,7 | 59,7  | 52,3 | 52,3  | 40,0 | 40,0  |
| * Entsprechend dem Wahlergebnis standen der AfD 6 Sitze zu. Da die Liste nur 3 Wahlvorschläge umfasste, bleiben 3 Sitze unbesetzt. Der Rat verkleinert sich damit auf 19 Sitze.        |                        |      |       |      |       |      |       |

### Bürgermeister
- 1990–2003: Peter Blechschmidt (FDP)[11]
- 2003–2017: Jörg Enke (Freie Wähler)[12]
- seit 2017: Rayk Bergner (CDU)

Bergner wurde in der Oberbürgermeisterwahl am 14. Mai 2017 mit 60,3 % der gültigen Stimmen zum Oberbürgermeister gewählt. Er wurde in der Wahl am 9. Juni 2024 mit 77,0 % der gültigen Stimmen für eine weitere Amtszeit von sieben Jahren in seinem Amt bestätigt.
| Wahl | Bürgermeister      | Vorschlag | Wahlergebnis (in %) |
| ---- | ------------------ | --------- | ------------------- |
| 2001 | Peter Blechschmidt | FDP       | 70,2                |
| 2003 | Jörg Enke          | FW        | 53,4                |
| 2010 | Jörg Enke          | FW        | 56,0                |
| 2017 | Rayk Bergner       | CDU       | 60,3                |
| 2024 | Rayk Bergner       | CDU       | 77,0                |

### Wappen
Blasonierung: „In Rot aus einem erniedrigten Schildlein, darin in Gold ein durchgehendes schwarzes Balkenkreuz, ein wachsender, zugewandter, enthaupteter Heiliger in natürlichen Farben in silbernem Gewand, ein silbernes Buch in den Händen haltend, darauf liegend sein schwarzbärtiges, goldnimbiertes Haupt.“
Wappenerklärung: Der Heilige ist Alban von Mainz, Schutzheiliger der Stadtkirche Schkeuditz. Erstmals wird er 1436 in einer Urkunde erwähnt, als Relief an der Kirche aber schon um 1200 bekannt. Das schwarze Kreuz in Gold war das Zeichen des Bistums Merseburg. Der Legende nach soll Albanus nach seiner Enthauptung sein Haupt selbst an die Begräbnisstätte getragen haben, daher im Wappen die Darstellung im weißen Sterbegewand mit dem Haupt auf dem Buch.
Einer Sage nach eine andere Wappenerklärung: Albanus war ein Mann aus Schkeuditz, des Leinwanddiebstahls bezichtigt. Nach Folter und Geständnis wurde er zur Richtstätte geführt. Zuvor aber rief er laut aus: „So wahr ich unschuldig bin, werde ich meinen Kopf mit den Armen auffangen!“ Das anwesende Volk sah entsetzt das angekündigte Wunder und stellte das Gottesurteil im städtischen Wappen dar.

### Städtepartnerschaften
- Seelze (Deutschland)
- Bühl (Deutschland)
- Villefranche-sur-Saône im Beaujolais (Frankreich)
- Oslavany (Tschechien)
- Mattsee (Österreich)
- Cantù (Italien)
- Vilafranca del Penedès (Spanien)
- Călăraşi (Moldau)

## Sehenswürdigkeiten und Kultur

### Bauwerke

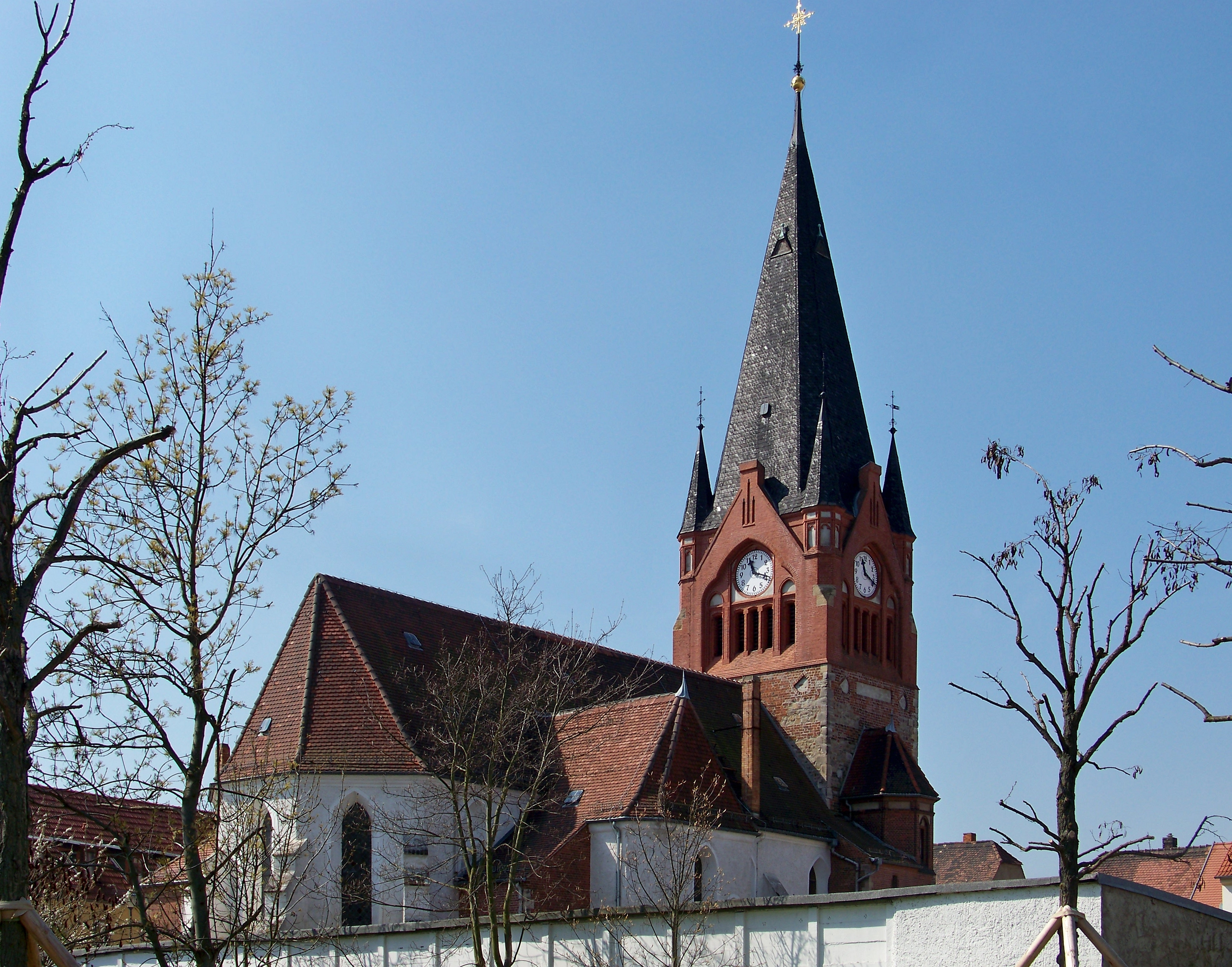
Stadtkirche Schkeuditz

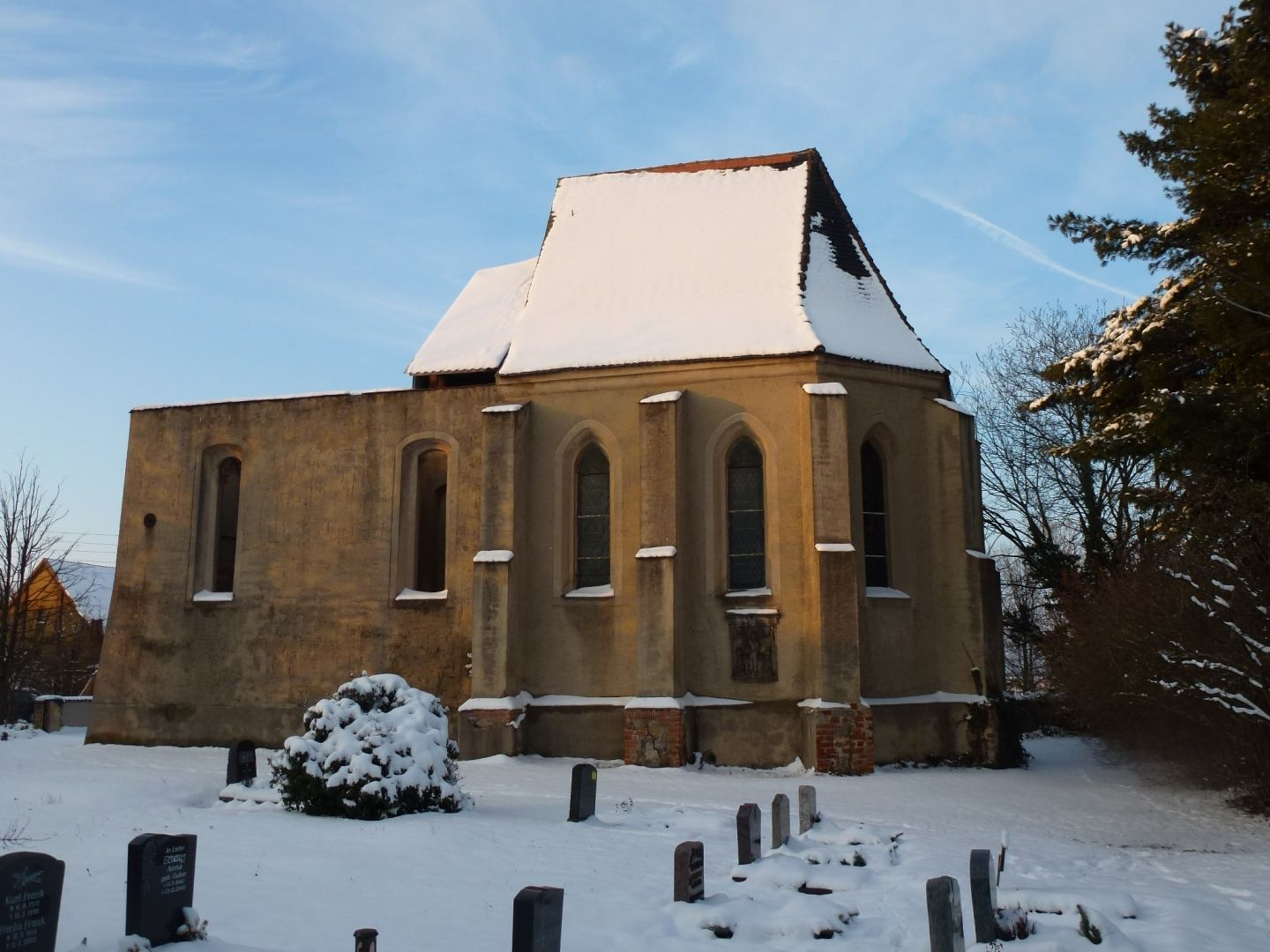
Kirche in Gerbisdorf

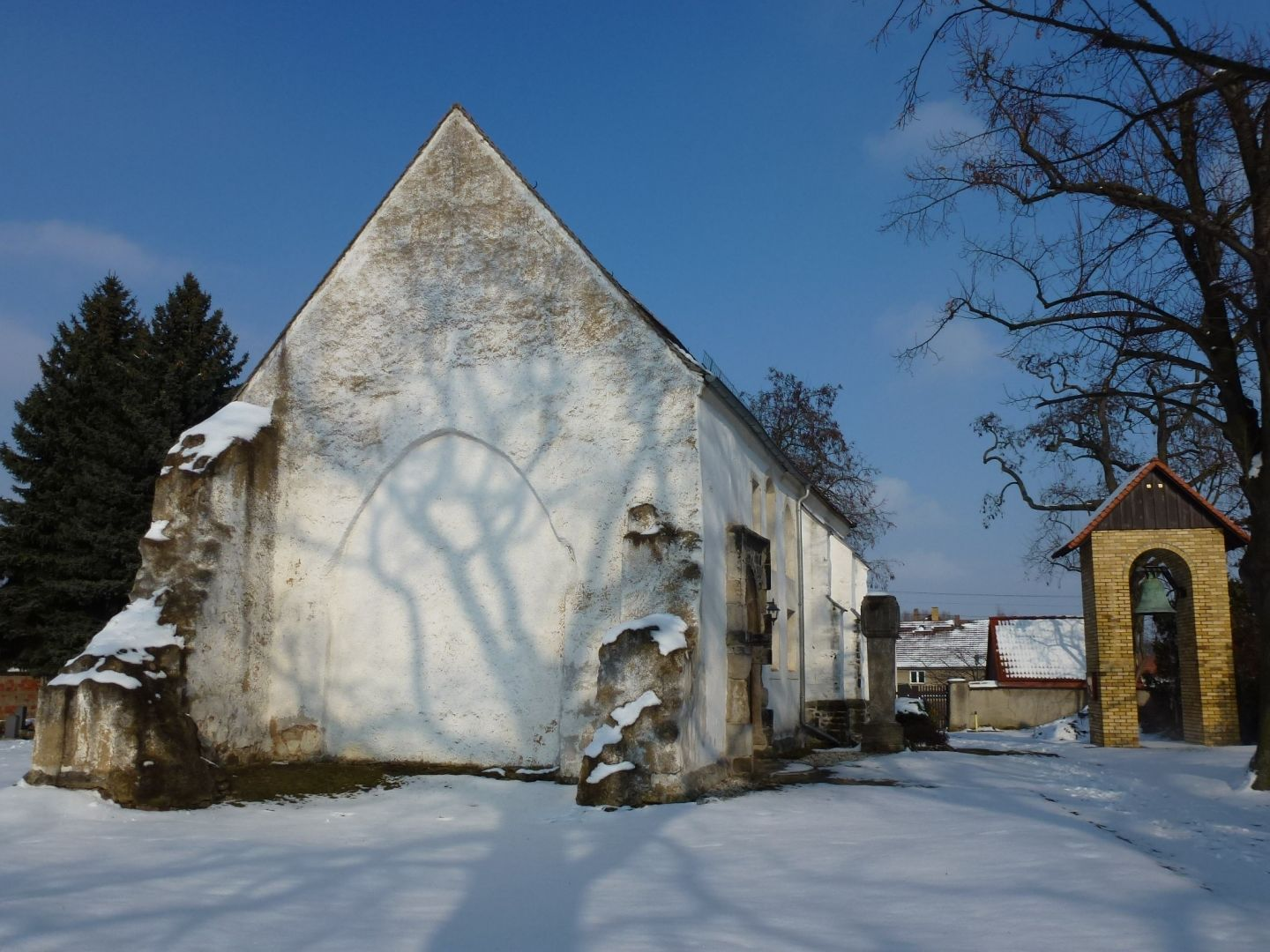
Kirchenschiff in Hayna

Im Ortsteil Kleinliebenau befindet sich eine Rittergutskirche am Ökumenischen Pilgerweg mit einem umfangreichen Kulturleben.
Im Ortsteil Dölzig befindet sich eine spätgotische Stiftskirche mit dreiseitig geschlossenem Chor, der Maßwerkfenster und ein Sterngewölbe besitzt. Auf die ursprüngliche romanische Kirche verweisen der quer-rechteckige West-Turm mit gekuppelten Rundbogenfenstern. Zu Beginn des 16. Jahrhunderts wurde am Südostpfeiler eine Sonnenuhr installiert. 1706 wurde die Kirche umgebaut. Vermutlich erhielt das Kirchenschiff bei diesem Umbau seine verputzte Holzdecke in Gestalt eines Spiegelgewölbes sowie den Altar aus Holz mit vier korinthischen Säulen, Moses und Johannes der Täufer zur Seite, Christus mit der Kreuzesfahne auf der Verdachung und die Kanzel mit figürlichen Darstellungen der vier Evangelisten. Den Kanzeldeckel krönt eine Sonne mit Engelsfiguren. In der Kirche befindet sich zudem auch ein erst kürzlich restaurierter Taufengel mit Palmzweig, der über dem Taufbecken schwebt.

### Grünflächen und Naherholung
Ein besonderer Lebensraum für Tiere und Pflanzen sind die Lehmlachen bei Papitz. In diesem Gebiet wurde Lehm zur Ziegelherstellung gewonnen. Nach dem angebrochenen Betonzeitalter beendeten um 1960 die Altscherbitzer und 1974 die Modelwitzer Ziegelei ihren Betrieb. Die jüngsten Lehmabbaugebiete – die Papitzer Lehmlachen und das Große Gehege – sind Teil des 1990 festgesetzten Naturschutzgebietes Luppenaue.

### Weitere Sehenswürdigkeiten

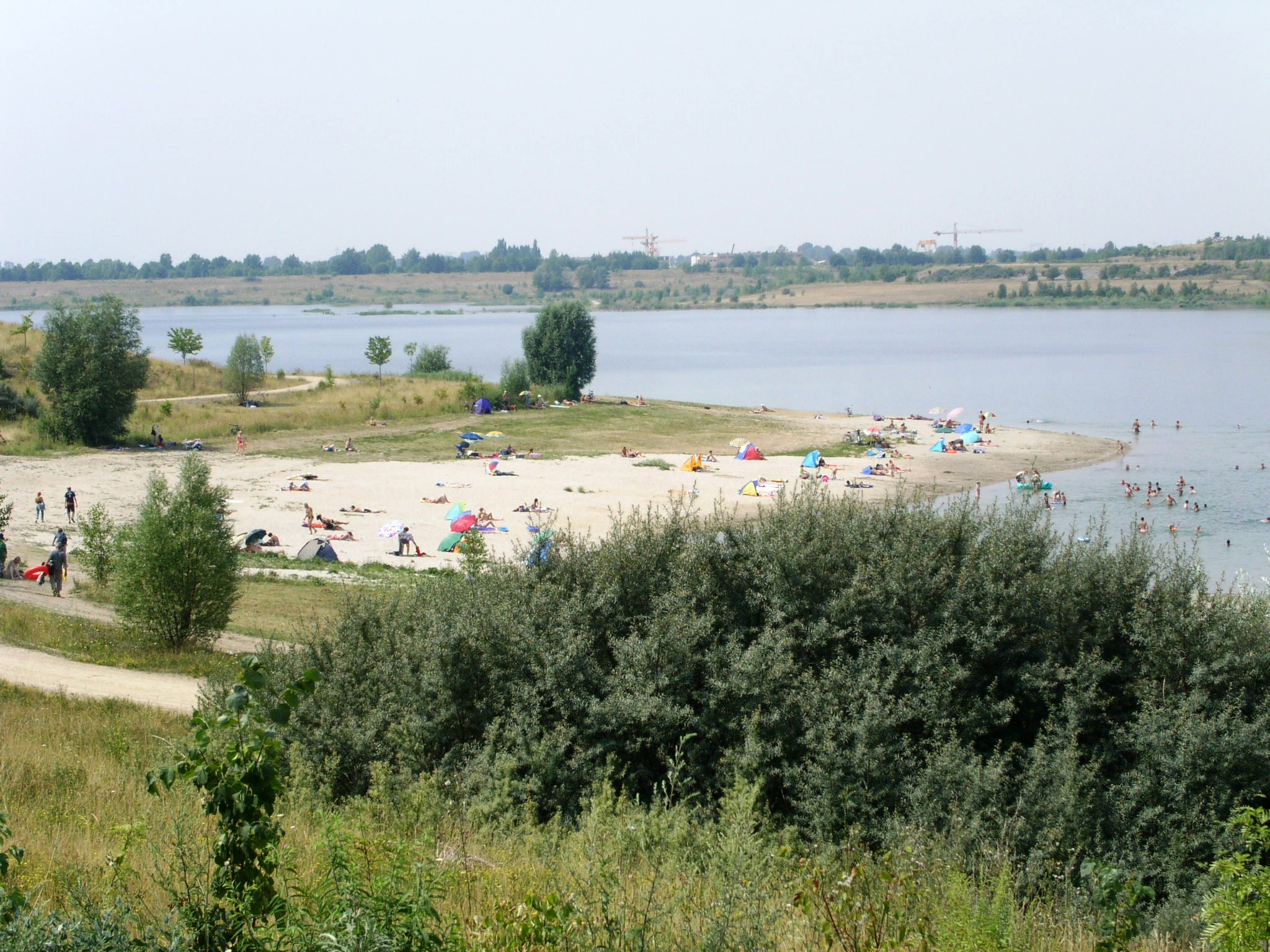
Schladitzer See

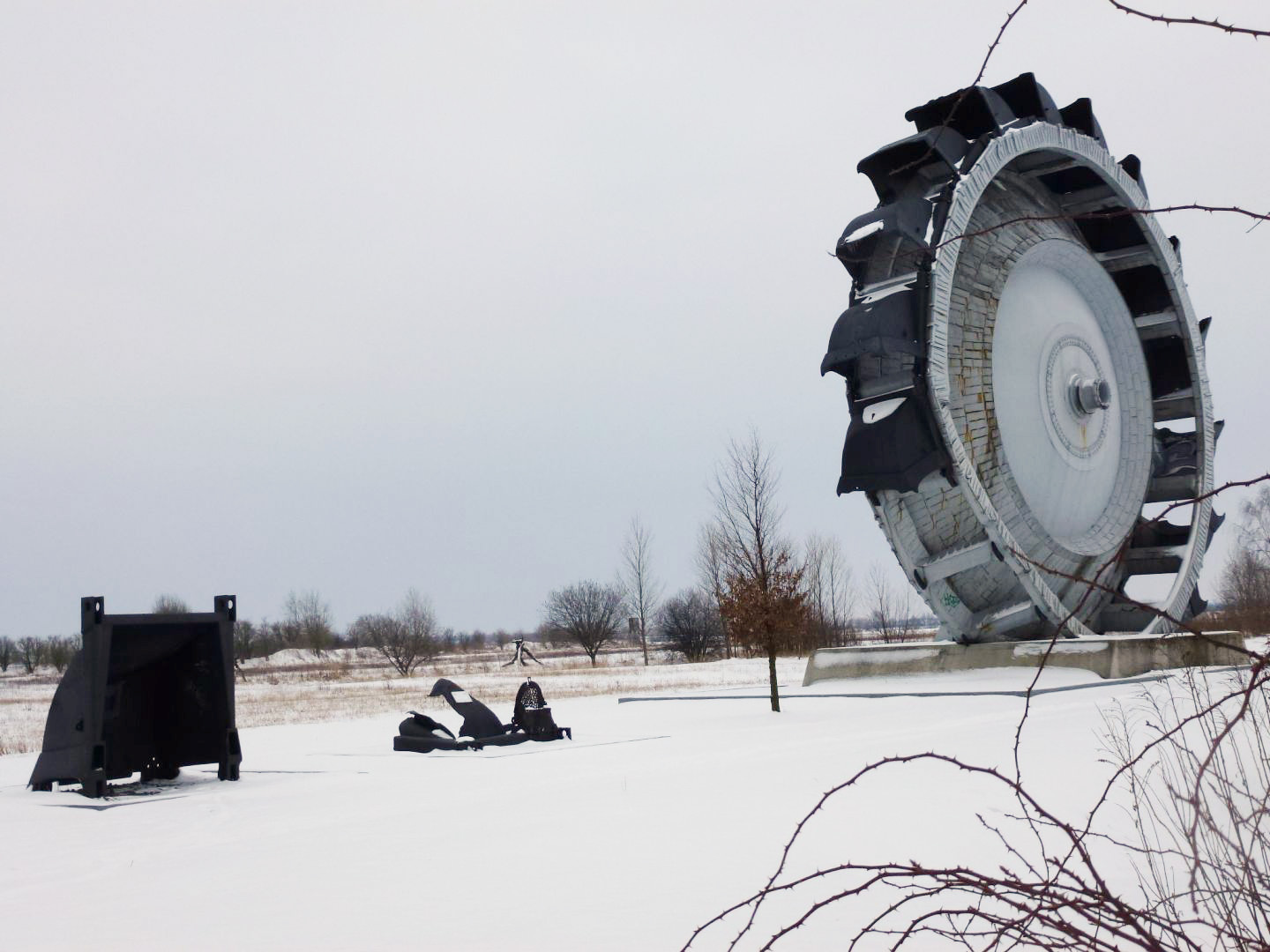
Schaufelrad SRs 6300 bei Gerbisdorf aus dem ehemaligen Tagebau Breitenfeld

- Auwald mit den Ausflugsgaststätten Domholzschänke und Goldener Hirsch in Dölzig.
- weitere Kirchen in Freiroda, Gerbisdorf, Glesien, Hayna, Radefeld, Schkeuditz (evangelisch und katholisch) und Wolteritz.
- Rittergüter u. a. in Modelwitz und Wehlitz
- Schladitzer See u. a. mit einem „Biedermeierstrand“
- Technisches Denkmal Schaufelrad SRs 6300 bei Gerbisdorf aus dem ehemaligen Tagebau Breitenfeld.

### Gedenkstätten
- Gedenkstein vor dem Gemeindeamt des Ortsteiles Dölzig für alle Opfer des Nationalsozialismus
- Grabstätten auf dem Ortsfriedhof von Dölzig für die ermordeten Antifaschisten Kurt Schröter, Kurt Mätschke und Paul Wäge sowie für einen unbekannten Bürger der Sowjetunion
- Ehrenhain auf dem Ortsfriedhof von Schkeuditz für sowjetische Kriegsgefangene, die Opfer von Zwangsarbeit wurden
- Gedenksteine im Hof einer Lehrwerkstatt Delitzscher Straße und in der Schule Ringstraße 10 zur Erinnerung an den Kommunisten Kurt Beyer, der 1941 im KZ Dachau starb, wurden nach 1990 beseitigt.

### Museen und Planetarium

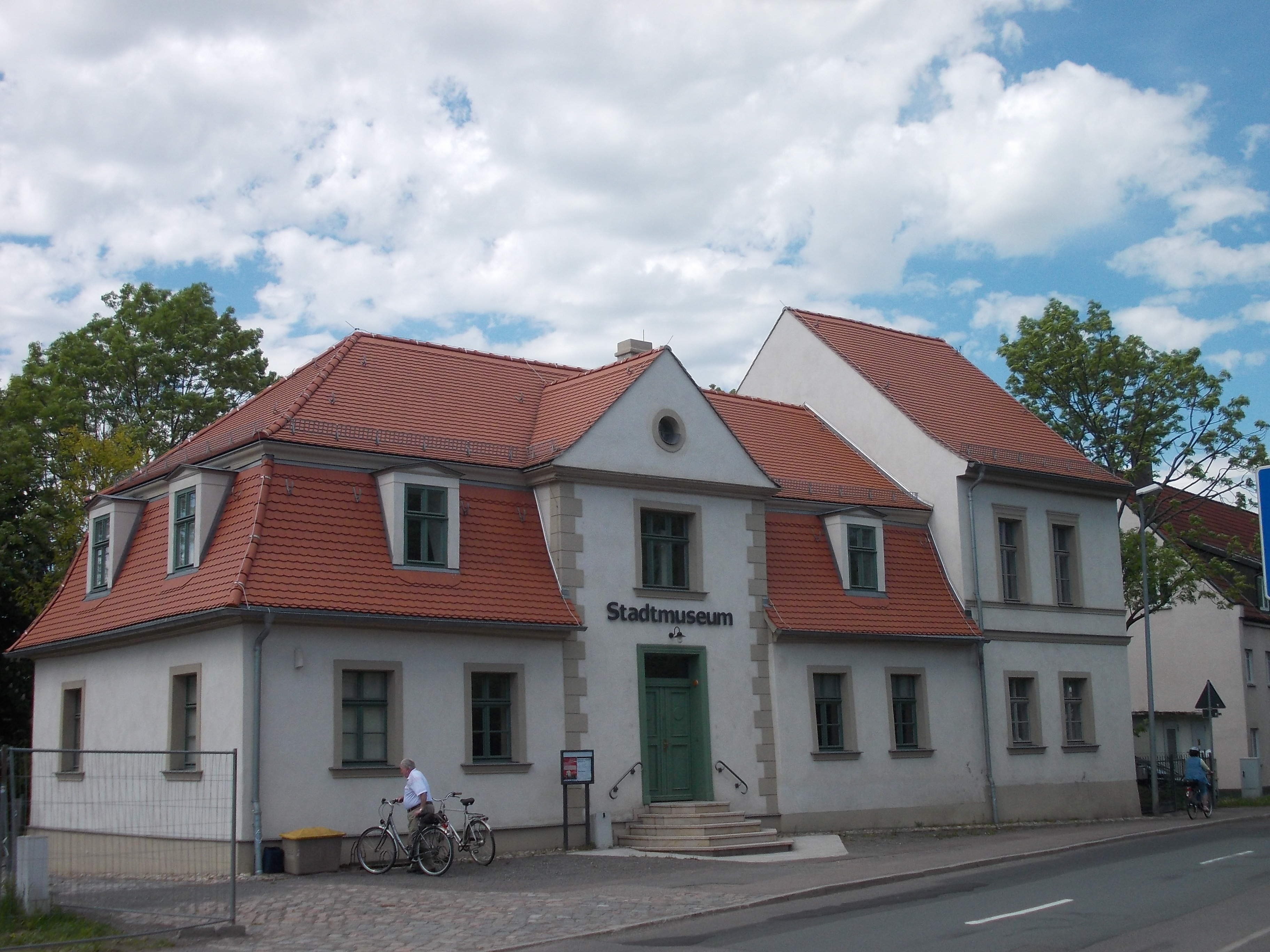
Stadtmuseum

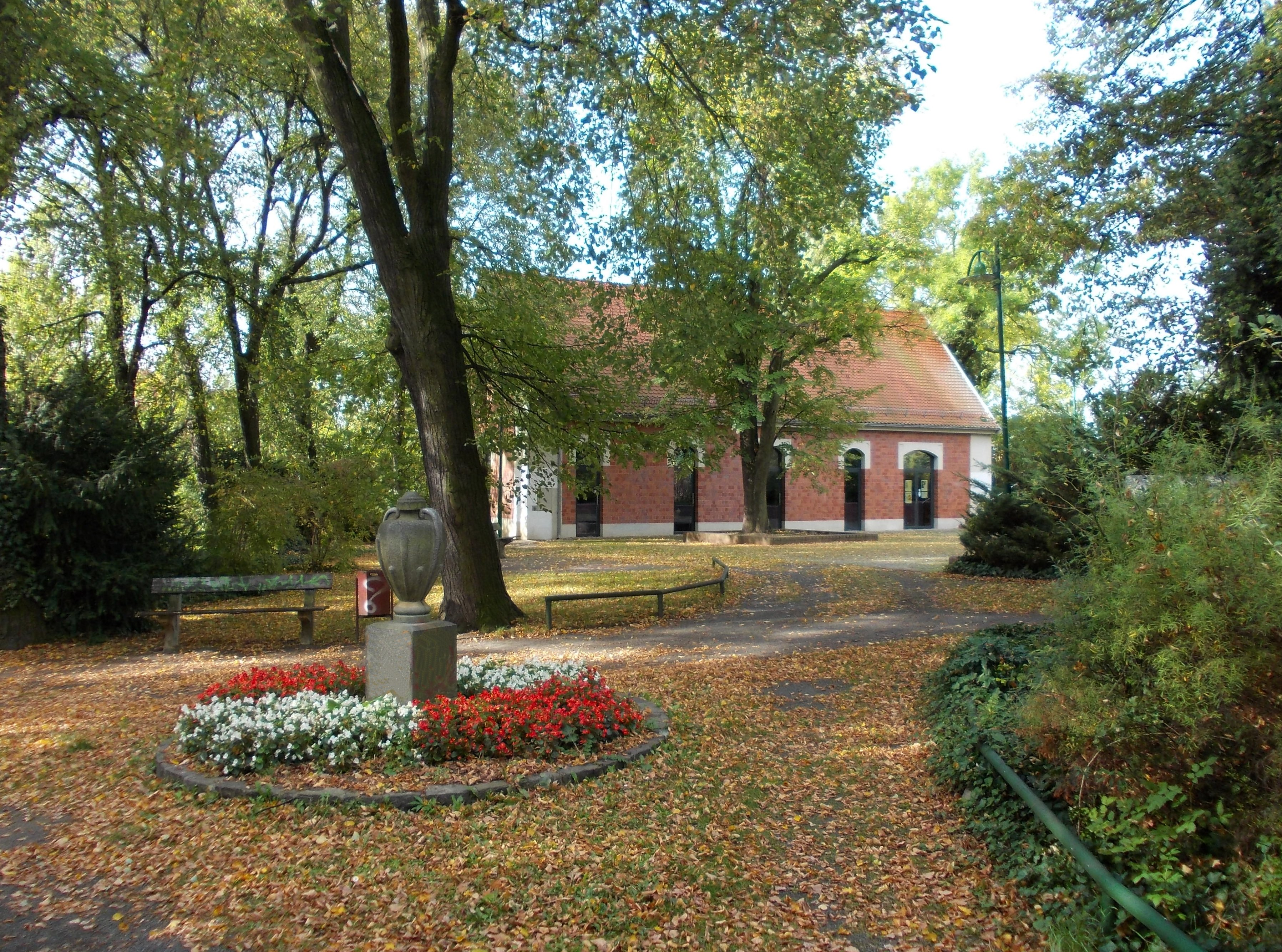
Art Kapella auf dem alten Friedhof in Schkeuditz

In der Mühlstraße befindet sich das Stadtmuseum mit den Ausstellungsschwerpunkten Vor- und Frühgeschichte, Stadtgeschichte, Handwerk und Spielzeug.
Darüber hinaus befindet sich in Schkeuditz seit 1978 das Astronomische Zentrum, zu dem auch ein Planetarium gehört. Der Ortsteil Modelwitz ist für das Spielzeugmuseum bekannt.

### Art Kapella und Kulturhaus
Eine ehemalige Kapelle auf dem Alten Friedhof wurde unter dem Namen Art Kapella Schkeuditz zu einer Ausstellungshalle umgebaut. Hier werden es im Wechsel von etwa sechs Wochen verschiedenartige Kunstausstellungen gezeigt. Viel Wert wird dabei auf ein ausgewogenes Verhältnis zwischen Internationalität und regionaler Verbundenheit gelegt. Über die Grenzen von Schkeuditz hinaus ist auch der Chor Art Kapella bekannt, den eine langjährige Freundschaft mit dem Chor Arion Glesien (ehemals Gemischter Chor Glesien) verbindet.
Das Kulturhaus Sonne, welches direkt am Markt gelegen ist und etwa 500 Gästen Platz bietet, wird erstmals vor 450 Jahren als Gasthof Goldene Sonne erwähnt. 1892 wurde der Festsaal eingeweiht. Die Kassenfabrik Walter und Paul Lehmann war von Juli 1920 bis Oktober 1922 im Haus ansässig. Von 1927 bis 1937 beherbergte die Sonne die Buchdruckerei M. Wachsmuth von 1927 bis 1937. 1937 übernahm Albert Werther die Buchdruckerei und führte diese im Haus noch bis 1953. Nur wenig später plante man die Einrichtung eines Kulturhauses. Am 7. Oktober 1958 wurde es eingeweiht. In ihm werden bis heute regelmäßig Konzerte und Veranstaltungen durchgeführt. Von 2000 bis 2002 wurde das Gebäude umfassend saniert. Im Kulturhaus ist regelmäßig das Leipziger Symphonieorchester zu Gast.

### Regelmäßige Veranstaltungen
- Ende Juni findet in Schkeuditz das Stadtfest statt. In der gesamten Stadt gibt es während des drei Tage dauernden Festes Konzerte und Theatervorführungen sowie einen großen Schaustellermarkt. Jährlich im Herbst veranstalten die Vereine der Stadt die Schkeuditzer Kulturtage. Organisiert sind dazu unter dem Dach des KulturKreis e. V.

- Anfang Mai findet in Radefeld jährlich das Nordsächsische Chorfestival statt. Das Treffen von Chören aus der Region, aber auch darüber hinaus wird vom Chor Arion Glesien organisiert und ausgerichtet.[20]

- Den wohl einzigen Rosenmontagszug seiner Geschichte erlebte Schkeuditz in der Karnevalssession 1953/54, organisiert vom Schkeuditzer Kürschner und Karnevalspräsidenten Heinz Kretzschmar. Es gab einen Elferrat und ein auf Schkeuditz bezogenes Karnevalslied, der Ausruf „Schkeuditz oha“ wurde kreiert. Der Zug hatte 15 Wagen und kostümiertes Fußvolk, „ein Großereignis für die Stadt!“  Aus Bremen war der dortige Elferrat und die Funkengarde angereist, die zuvor schon in Leipzig aufgetreten waren. – Der Karneval 1955/56 wurde noch aufwändiger vorbereitet. Doch Anfang Februar 1955 wurden Heinz Kretschmar Mitschriften seiner Telefongespräche mit Bremerhafen vorgelegt, die ihn belasteten den Staat diffamiert zu haben. Er wurde als Karnevalspräsident abgesetzt und es wurde ihm mit Verhaftung gedroht. Auch der im Karneval sehr engagierte Bürgermeister Carl Ritter sah sich Anfeindungen ausgesetzt, Kretzschmar floh sofort mit seiner Familie in den Westen. Der Festumzug am 11. Februar fiel aus. Im Jahr 2025 hat die Stadt wieder zwei Karnevalsvereine.[21]

## Wirtschaft und Infrastruktur

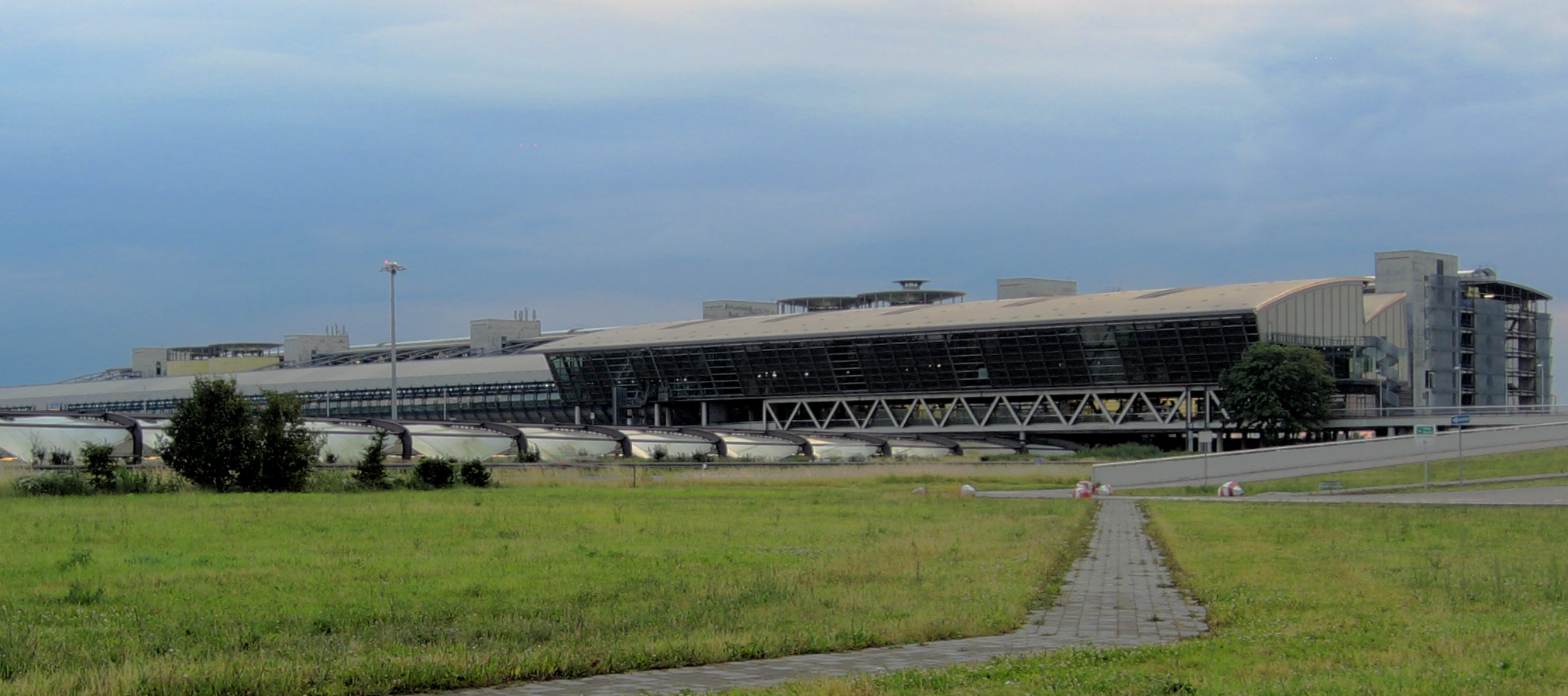
Zentralterminal des Flughafens Leipzig/Halle

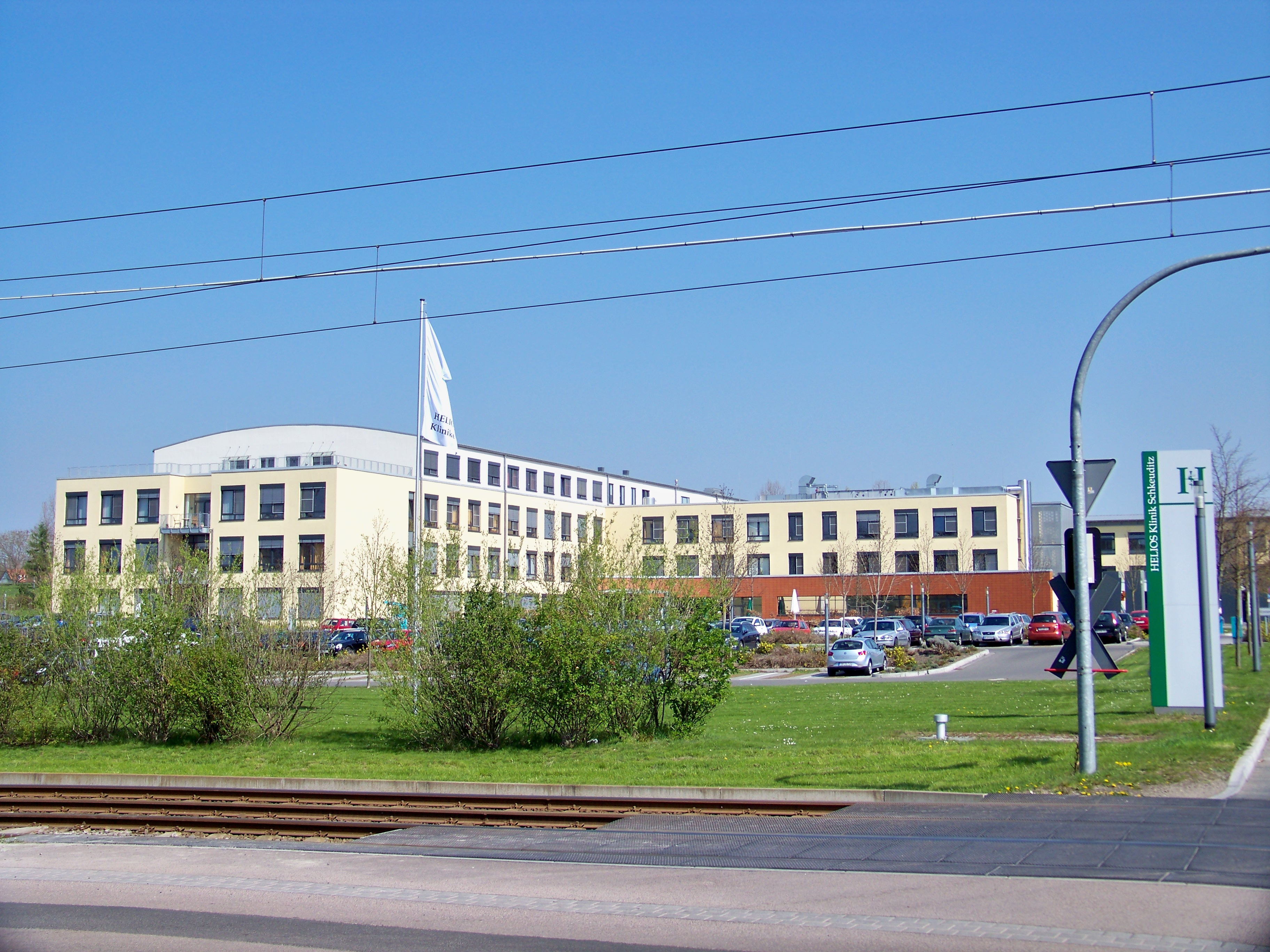
Helios-Klinik

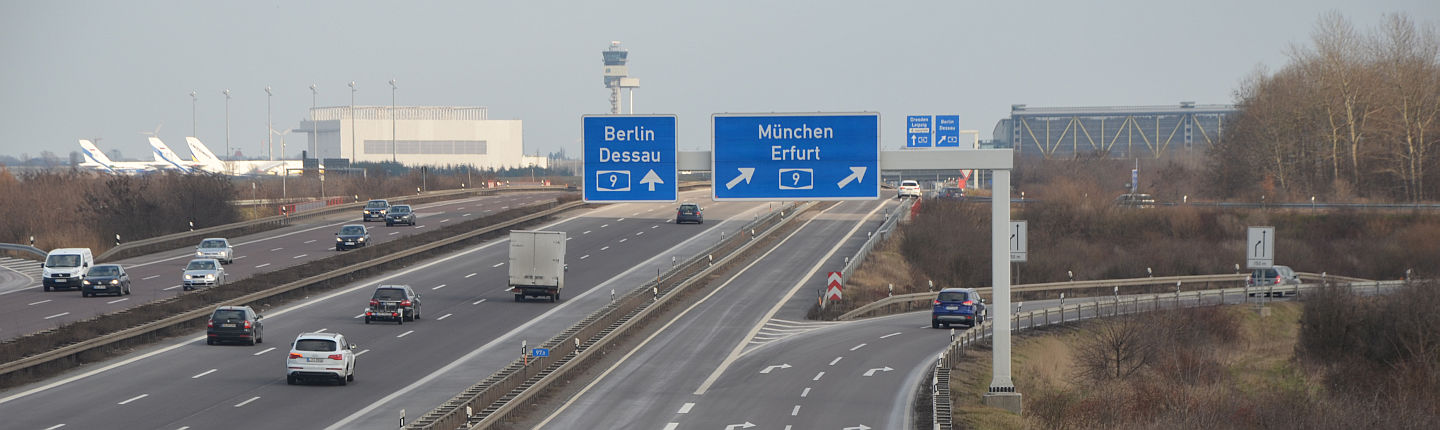
A 14 vor dem Schkeuditzer Kreuz, im Hintergrund der Flughafen

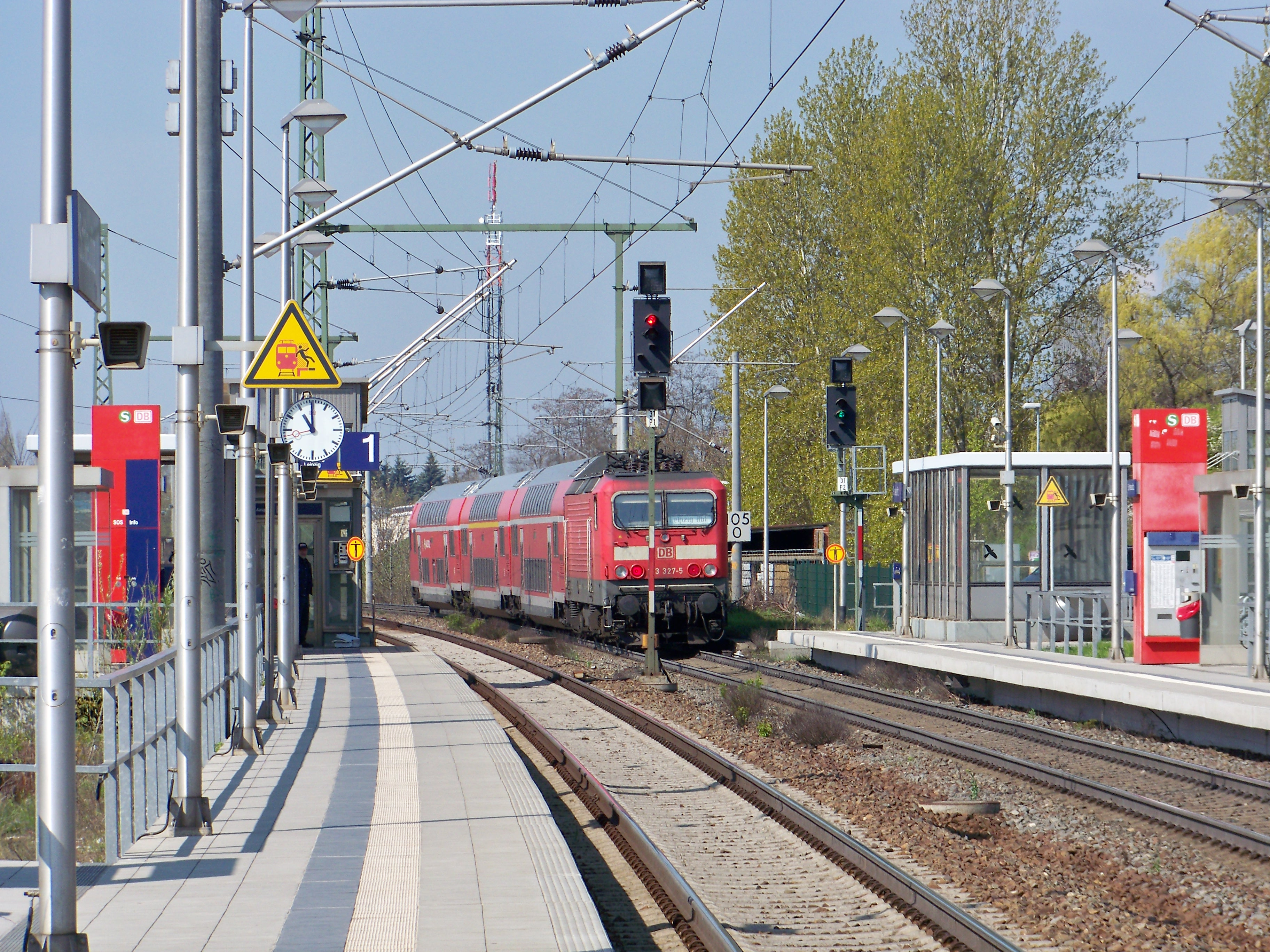
S-Bahnhof Schkeuditz

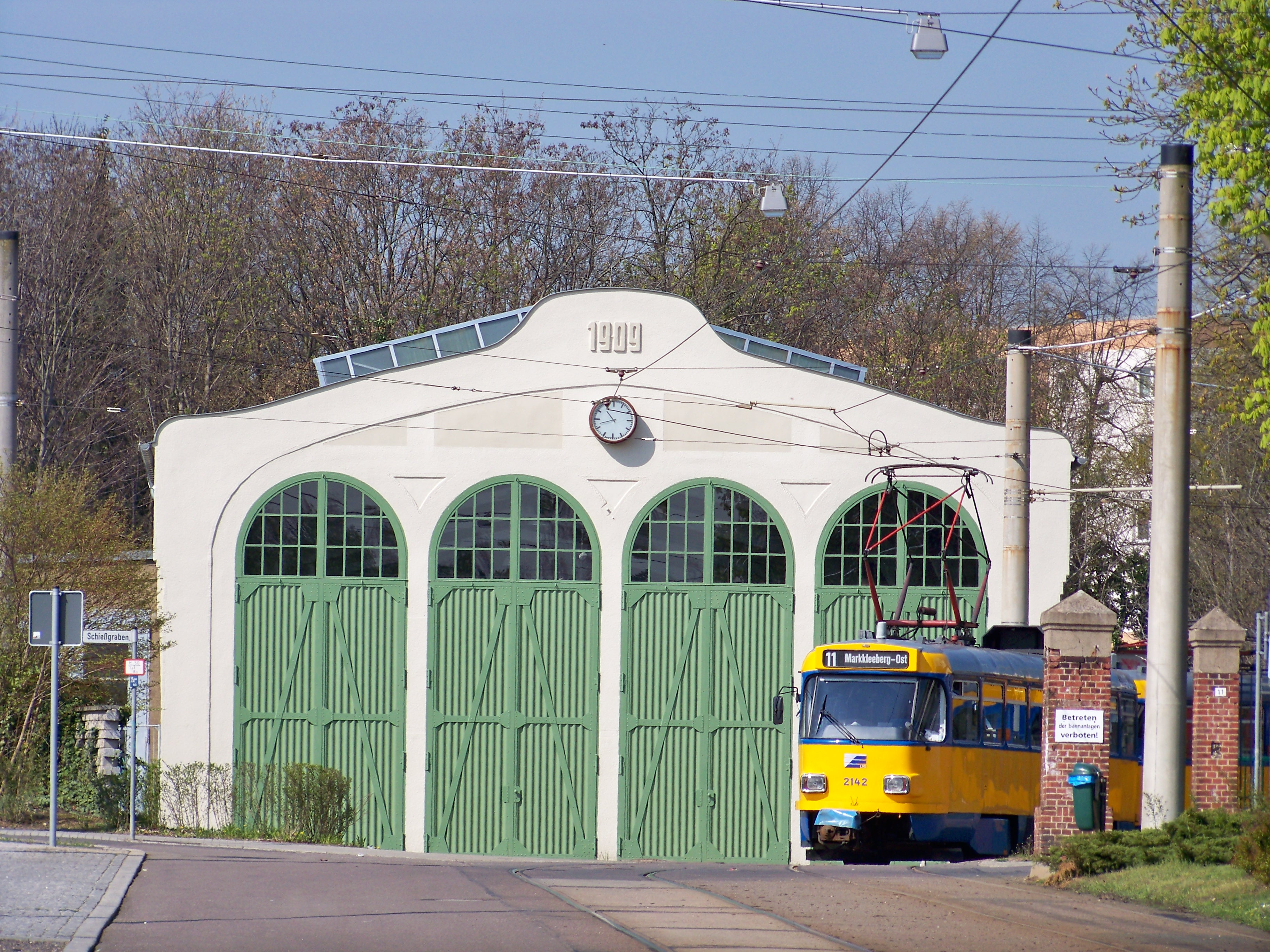
Ehemaliger Straßenbahnhof Schkeuditz

### Wirtschaft
Die Wirtschaft der Stadt ist vom Flughafen Leipzig/Halle dominiert. Daraus resultiert auch eine sehr gute Quote von über 1800 Arbeitsplätzen je 1000 Einwohner, was bedeutet, dass es in Schkeuditz mehr Arbeitsplätze als erwerbsfähige Personen gibt. Deshalb ist die Stadt eine Einpendlerstadt. In Schkeuditz befinden sich zahlreiche Unternehmen der Logistikbranche, so betreibt etwa die Deutsche Post hier ein Brief- und ein Paketzentrum. Die Posttochter DHL hat mit dem DHL Hub Leipzig ihr europäisches Luftfrachtdrehkreuz samt dem Flugzeugwartungsbetrieb European Air Transport Leipzig hier angesiedelt, und die Stadt ist Firmensitz der Frachtfluggesellschaft Aerologic, einem gemeinsamen Unternehmen von DHL und Lufthansa Cargo. Daneben existieren diverse Firmen wie Bitzer und Faiveley Transport Leipzig als Nachfolger des ehemaligen Maschinen- und Apparatebau Schkeuditz (MAB) als einst mit 3.500 Mitarbeitern größter Betrieb des Kombinates Luft- und Kältetechnik in der DDR.
Im Ortsteil Altscherbitz gibt es zwei Krankenhäuser: Die Helios-Klinik Schkeuditz (135 Betten) als Krankenhaus der Regelversorgung, das 2025 geschlossen wurde, und das Sächsische Fachkrankenhaus Altscherbitz als Fachklinik für Psychiatrie und Neurologie (235 Betten). 1999 ging der Langzeitpflegebereich in die Trägerschaft des Kreisverbandes der Volkssolidarität Leipziger Land/Muldental e. V. über, die die „Lebensgemeinschaft am Elstertal“ als Wohnstätte für Menschen mit geistiger und mehrfacher Behinderung gründete.

### Verkehr

#### Straße
Schkeuditz ist ein Verkehrsknotenpunkt. Am Schkeuditzer Kreuz, dem ältesten Autobahnkreuz Europas nordwestlich der Stadt gelegen, treffen die Bundesautobahn 9 (Berlin–München) und die Bundesautobahn 14 (Magdeburg–Dresden) aufeinander. An der A 9 ist die Stadt über die Anschlussstelle Großkugel (16) und an der A 14 über die Anschlussstelle Schkeuditz (21) zu erreichen. Der Ortsteil Dölzig ist über die im direkt angrenzenden Sachsen-Anhalt gelegene Anschlussstelle Leipzig-West (17) der A 9 zu erreichen.
Durch die Stadt führen in Ost-West-Richtung die Bundesstraße 6 von Halle nach Leipzig und in Nord-Süd-Richtung die Bundesstraße 186 von Schkeuditz nach Markranstädt.

#### Eisenbahn
An das Eisenbahnnetz ist Schkeuditz über die Bahnstrecke Magdeburg–Leipzig und die Bahnstrecke (Ebensfeld–)Gröbers–Leipzig angebunden. An ersterer liegen die S-Bahnhöfe Schkeuditz und Schkeuditz West, die von der S3 der S-Bahn Mitteldeutschland angefahren werden. An letzterer Strecke liegt der Bahnhof Flughafen Leipzig/Halle, der von S-Bahnen sowie Fernverkehrszügen bedient wird. Durch den Ortsteil Dölzig führen die 1998 eingestellte Bahnstrecke Merseburg–Leipzig-Leutzsch sowie der unfertige Elster-Saale-Kanal.

#### ÖPNV
An den ÖPNV ist die Stadt durch die Straßenbahnlinie 11 der Leipziger Verkehrsbetriebe angebunden. Sie hat im Zentrum von Schkeuditz ihre Endhaltestelle. Eröffnet wurde die Strecke 1910 von der Leipziger Außenbahn AG (LAAG).
Unter anderem durch den PlusBus des Mitteldeutschen Verkehrsverbund bestehen folgende Verbindungen ab Schkeuditz:
- Linie 207: Papitz ↔ Schkeuditz ↔ Radefeld ↔ Zschortau ↔ Delitzsch
- Linie 724: Schkeuditz ↔ Raßnitz ↔ Döllnitz ↔ Ammendorf ↔ Merseburg

#### Flugverkehr
Nördlich des alten Stadtkerns und damit im nördlichen Stadtgebiet liegt der Flughafen Leipzig/Halle.
Am 31. Januar 2025 brannte im Schkeuditz-Dölziger Gewerbegebiet eine 5000 qm goße Flugzeug-Fabrikhalle des Airport-Dienstleisters HEICO Aircraft Maintenance GmbH völlig aus. Es wurde von einem Millionenschaden ausgegangen. In dem Gebäude waren unter anderem Flugzeugtriebwerke und andere Teile der Luftfahrt gewartet worden.

### Schulen

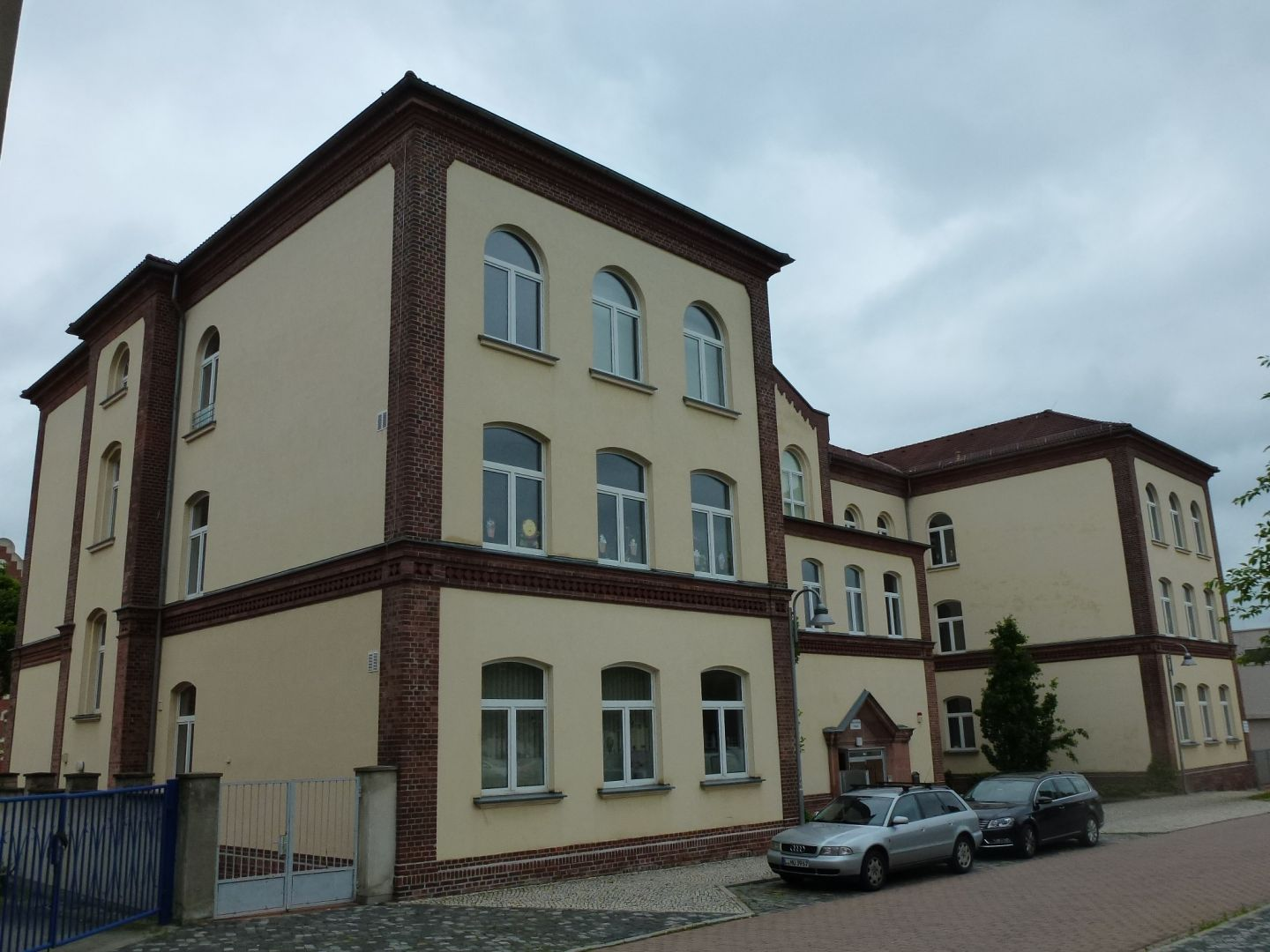
Leibniz-Grundschule in Schkeuditz, 1875 erbaut

In Schkeuditz gibt es die Leibniz-Grundschule, die Lessing-Oberschule, das Maria-Merian-Gymnasium sowie ein Berufliches Schulzentrum. Drei weitere Grundschulen befinden sich in Wehlitz, Dölzig und Glesien.

### Sport
In Schkeuditz bieten insgesamt 56 Sportvereine die Betätigung in über 120 Sportarten an. Obwohl sich Schkeuditz im Flachland befindet, gehören auch Bergsteigen und Skilaufen dazu. Ein Schwerpunkt der Vereine liegt in der sportlichen Förderung von Kindern. Im Fußball ist vor allem der SC Eintracht Schkeuditz aktiv, dessen erste Männermannschaft sowie die erste Frauenmannschaft zur Saison 2014/15 in der Leipziger Stadtliga spielen. Im Handball ist die TSG Schkeuditz mit ihrer Frauenmannschaft in der Bezirksliga Leipzig vertreten. Zudem bietet dieser Verein auch Leichtathletik, Ski, Volleyball und weitere Breitensportarten.

## Persönlichkeiten

### Söhne und Töchter der Stadt
- Abraham Suarinus (1563–1615), lutherischer Theologe
- Carl Melchior Bose (1681–1741), Stifts- und Konsistorialrat sowie Domherr und Senior des Hochstifts Merseburg, geboren in Großdölzig
- Johann Michael Barth (1723–?), Mediziner und Leibarzt des Kanzlers von Litauen
- Gottfried August Pietzsch (1759–1840), Geistlicher, Pädagoge und Schriftsteller
- Constantin Schroeter (1795–1835), Genre- und Porträtmaler der Biedermeierzeit
- Hermann Ludwig Wolfram (1807–1852), Schriftsteller
- Louis Kuhne (1835–1901), Naturheilkundler, geboren in Lössen
- August Naubert (1839–1897), Pianist, Organist, Musiklehrer und Komponist
- August Trinius (1851–1919), Schriftsteller
- Hermann Borgmann (1855–1911), Kaufmann und Politiker
- Max von Bleichert (1875–1947), deutscher Großindustrieller, Erbe von Adolf Bleichert
- Wilhelm Binroth (1891–1964), Maler
- Siegfried Bröse (1895–1984), Verwaltungsjurist, preußischer Landrat und badischer Oberregierungsrat, geboren in Wolteritz
- Helmut Schneider (1910–1968), Jurist und Kommunal-Politiker
- Helmut Welz (1911–1979), Offizier, Buchautor und Oberbürgermeister von Dresden
- Alfred Trebchen (1915–2011), MdL, Oberbürgermeister von Lüneburg (SPD), geboren in Dölzig
- Helmut Becker (1917–1998), Politiker (SED), Vorsitzender des Rates des Bezirkes Halle, geboren in Papitz
- Rolf Unger (1919–nach 1984), Politiker (LDPD)
- Edith Müller-Schkeuditz (1921–2006), Malerin
- Gerhard W. Menzel (1922–1980), Schriftsteller
- Günter Rackwitz (1922–1999), Maler und Grafiker
- Benno Hartmann (1924–2001), Fußballspieler
- Karl-Heinz Häse (1925–2000), Maler, Grafiker und Bildhauer
- Heinz Mutterlose (1927–1995), Maler und Grafiker
- Hans Joachim Grothe (1931–2003), Boxer
- Joachim Scholz (1934–2004), Maler und Grafiker
- Klaus Günther (* 1938), Volkskammerabgeordneter (FDGB)
- Gisela Pekrul (* 1944), Verlegerin, Autorin und Herausgeberin, geboren in Wolteritz
- Gerulf Pannach (1948–1998), Rockpoet, Komponist, Sänger und Gitarrist, unter anderem für Renft
- Bernd Rolle (* 1949), Verleger
- Frank Siebeck (* 1949), Hürdenläufer
- Joachim Ohser (* 1953), Mathematiker
- Tasillo Römisch (* 1954), Raumfahrt-Historiker mit eigenem Museum
- Detlef Schlayer (* 1955), Ingenieur
- Christian Köckert (* 1957), Innenminister von Thüringen (CDU), geboren in Dölzig
- Hagen Oechel (* 1965), Theaterschauspieler
- Simone Borchardt (* 1967), Politikerin (CDU), Mitglied des Deutschen Bundestags
- Markus Teutschbein (* 1971), Dirigent, Kirchenmusiker und Kapellmeister
- Katja Kanzler (* 1972), Professorin für Amerikanistik
- Axel Maluschka (* 1972), Autor und Karateka
- Mark Siebeck (* 1975), Volleyball-Nationalspieler
- Jan Leipnitz (* ≈1975), Jazzmusiker
- Effi Rabsilber (* 1978), Schauspielerin
- Peter Sack (* 1979), Kugelstoßer
- Dirk Laucke (* 1982), Dramatiker
- Romina Barth (* 1983), Politikerin (CDU), Oberbürgermeisterin der Stadt Torgau
- Josephine Frydetzki (* 1984), Filmregisseurin
- Martin Hoffmann (* 1985), Journalist
- Jan Leipnitz (* ≈1985), Jazzmusiker
- Fanny Bechert (* 1986), Schriftstellerin
- Björn Stephan (* 1987), Journalist und Autor
- Katharina Schenk (* 1988), Politikerin (SPD)
- Max Emanuel (* 1994), Handballspieler
- Max Gelhaar (* 1997), Paratriathlet
- Niclas Anspach (* 2000), Fußballspieler
- Lilli Röpcke (* 2000), Handballspielerin
- Lea Wipper (* 2001), Leichtathletin
- Tabea Wipper (* 2005), Handballspielerin
- Viggo Gebel (* 2007), Fußballspieler

Darüber hinaus stammt die Familie Lessing aus Schkeuditz. Eine von den Lessings privat herausgegebene Familienhistorie sowie das Gesamtwerk Gotthold Ephraim Lessings in Erstausgaben ist im Schkeuditzer Heimatmuseum vorhanden.

### Personen, die mit Schkeuditz in Verbindung stehen
- Friedrich II. von Hoym (unbekannt–1382), katholischer Bischof, erwarb im 14. Jhd. die Stadt für das Bistum Merseburg
- Christiane Sophie Ludwig (1764–1815), Schriftstellerin, lebte und starb in Schkeuditz
- Ewald Rudolf Stier (1800–1862), Theologe und Kirchenlieddichter, 1850 bis 1859 Superintendent und Oberpfarrer in Schkeuditz
- Albert von Carlowitz (1802–1874), sächsischer und preußischer Politiker, lebte auf Gut Altscherbitz
- Theodor Otto (1843–1902), Ingenieur, Unternehmer in Schkeuditz
- Adolf Bleichert (1845–1901), Unternehmer, Gründer einer Maschinenfabrik und Eisengießerei in Schkeuditz
- Albrecht Paetz (1851–1922), Mediziner und Psychiater, Direktor der Provinzial-Irren-Anstalt Rittergut Alt Scherbitz
- Hermann Siebold (1873–1951), Politiker (SPD), starb in Schkeuditz
- Anna Hübler (1876–1923), Politikerin, starb in Schkeuditz
- Paul Schnabel (1887–1947), Althistoriker und Altorientalist, starb in Schkeuditz
- Günther Ramin (1898–1956), Organist, Cembalist, Chorleiter und Komponist, lebte ab 1903 mit seiner Familie in Schkeuditz
- Johannes Volkmann (1889–1982), Chirurg, war Chefarzt am Krankenhaus Schkeuditz
- Fritz Karwath (1925–1995), Clown Caro, lebte seit 1985 in Wolteritz
- Manfred Losch (1938–2009), Leichtathlet, starb in Schkeuditz
- Hans Ticha (* 1940), Maler, Grafiker und Buchillustrator, ging von 1946 bis 1958 in Schkeuditz zur Schule
- Gerda Viecenz (1944–2005), Förderin der bildenden Kunst, gründete das soziokulturelle Zentrum Art Kapella Schkeuditz